# Pau, Pyrénées-Atlantiques
Pau (phát âm tiếng Pháp: [po], phát âm tiếng Occitan: [paw]) là thành phố và là tỉnh lỵ của tỉnh Pyrénées-Atlantiques, vùng Nouvelle-Aquitaine, Pháp.
Thành phố nằm ở trung tâm của công quốc Béarn có chủ quyền trước đây, nơi đây là thủ đô từ năm 1464. Pau nằm trên Gave de Pau, cách Đại Tây Dương 100 kilômét (62 mi) và cách Đại Tây Dương 50 kilômét (31 mi) từ Tây Ban Nha. Vị trí này mang lại cho nơi đây một bức tranh toàn cảnh ấn tượng xuyên qua dãy núi Pyrenees, đặc biệt là từ địa danh "Boulevard des Pyrénées" của nó, cũng như các sườn đồi của Jurançon. Theo Alphonse de Lamartine, "Pau có khung cảnh đẹp nhất thế giới trên trái đất cũng như Napoli có khung cảnh biển đẹp nhất."
Địa điểm này đã có người ở ít nhất là từ thời Gallo-La Mã. Tuy nhiên, những đề cập đầu tiên về Pau với tư cách là một khu định cư chỉ xuất hiện vào nửa đầu thế kỷ 12. Thị trấn đã phát triển từ việc xây dựng lâu đài, có thể là từ thế kỷ 11 bởi các Tử tước Béarn, để bảo vệ pháo đài vốn là một điểm chiến lược cung cấp lối vào thung lũng Bearn và Tây Ban Nha. Thành phố lấy tên từ stockade (pau ở Béarnese) bao quanh lâu đài ban đầu.
Pau trở thành thủ đô của Béarn vào năm 1464 và là nơi ngự trị của các vị vua của Navarre vào năm 1512 sau khi Vương quốc Castile chiếm được Pamplona. Pau trở thành một trung tâm chính trị và trí tuệ hàng đầu dưới triều đại của Henry d'Albret. Khi Béarnaise độc lập kết thúc vào năm 1620, Pau mất ảnh hưởng nhưng vẫn đứng đầu một tỉnh tự trị lớn. Đây là trụ sở của Quốc hội Navarre và Béarn trong cuộc Cách mạng, khi nó bị dỡ bỏ để thành lập Sở Basses-Pyrénées. Belle Époque đánh dấu sự hồi sinh cho thủ đô Béarnaise với một lượng lớn khách du lịch nước ngoài giàu có, những người đến nghỉ đông để tận dụng những lợi ích của khí hậu Pau. Vào thời điểm này, Pau đã trở thành một trong những thủ phủ thế giới của ngành công nghiệp hàng không vũ trụ non trẻ dưới ảnh hưởng của anh em nhà Wright.
Với sự suy giảm của du lịch trong thế kỷ 20, nền kinh tế của Pau dần dần chuyển hướng sang ngành hàng không và sau đó là hóa dầu với việc phát hiện ra mỏ khí Lacq vào năm 1951. Đại học Pau et des Pays de l'Adour, được thành lập vào năm 1972, ghi nhận cho một lượng lớn sinh viên. Thành phố đóng vai trò hàng đầu đối với Béarn mà còn đối với một phần lớn khu vực Adour. Di sản của Pau kéo dài qua nhiều thế kỷ, sự đa dạng và chất lượng của nó đã giúp nó có được danh hiệu Thành phố Nghệ thuật và Lịch sử vào năm 2011.
Tên của người dân ở đây là Palois trong tiếng Pháp và paulin trong tiếng Occitan. Phương châm của Pau bằng tiếng Latinh: Urbis palladi et gentis ("bảo vệ thành phố và người dân").

## Địa lý

### Vị trí
Pau cách Đại Tây Dương 100 kilômét (62 dặm) và cách biên giới với Tây Ban Nha trên dãy núi Pyrenees 50 km (31 dặm). Biên giới được vượt qua bởi col du Somport (1.631 mét (5.351 ft)) và col du Pourtalet (1.794 m (5.886 ft)). Việc tiếp cận các điểm giao cắt một phần tạo nên tầm quan trọng chiến lược của Pau.
Pau nằm cách Toulouse 200 km (124 mi) về phía tây, cách Tarbes và Lourdes 30 km (19 mi), cách Oloron 25 km (16 mi). Tập đoàn Bayonne-Anglet-Biarritz cách 110 km (68 mi), Bordeaux 190 km (118 mi).

### Ranh giới xã
Về phía bắc: Buros, Montardon và Morlaàs
Về phía đông: Bizanos và Idron
Về phía nam: Gelos và Jurançon
Về phía tây: Lons và Billère

### Phương tiện
Pau được phục vụ bởi Sân bay Pau Pyrénées cách đó 10 km (6 mi). Các chuyến bay theo lịch trình hạn chế phục vụ Amsterdam, London, Southampton, Dublin, Lyon và Paris.
Một tuyến đường sắt TGV chạy đến Paris và từ Bayonne đến Toulouse. Đường ô tô A64 đi về phía đông. Tuyến đường ô tô A65 được khai trương vào tháng 12 năm 2010, nối Pau với Bordeaux và Dordogne. Thành phố nối với Tây Ban Nha qua đường hầm Somport và Col du Pourtalet.

### Thủy văn
Thành phố, nằm ở độ cao trung bình 200 mét (660 ft), được cắt ngang bởi Gave de Pau, nơi có một pháo đài dẫn đến dãy núi Pyrenees. Gave là tên được đặt cho một dòng chảy xiết ở dãy núi Pyrenees. Gave de Pau, trở thành một dòng chảy xiết khi tuyết trên núi tan chảy, bắt nguồn từ Cirque de Gavarnie và là phụ lưu chính của Adour, nơi nó đổ vào sau 175 kilômét (109 mi). Con đường băng qua được sử dụng làm đồng cỏ cho cừu ở những đồng cỏ cao. Tuyến đường cũ hiện là một con đường đi bộ đường dài, GR 65, chạy 60 km (37 dặm) về phía nam tới biên giới.
Các vùng đất của xã cũng được tưới bởi Luy de Béarn, một nhánh của Luy, và bởi các nhánh của nó, Aïgue Longue và Uzan, cũng như Soust, Herrère, Ousse và Ousse des Bois, các nhánh của Gave de Pau. Đến lượt mình, Aygue Longue được nhập vào lãnh thổ của Pau bởi các dòng suối Bruscos và Lata, giống như Ousse được nối với dòng Merdé. Trong khi đó, Lạch Lau cung cấp nước cho Canal du Moulin cũng có mặt trong đô thị.

## Khí hậu
Pau có mùa đông ôn hòa ẩm ướt, với mùa hè ấm áp, ôn hòa và khô hơn. Vị trí địa lý của nó, không xa dãy núi Pyrenees, mang lại cho thành phố khí hậu đại dương ấm áp tương phản. Nhiệt độ lạnh hơn −10 °C (14,0 °F) là rất hiếm và nhiệt độ dưới −15 °C (5,0 °F) là ngoại lệ. Nhiệt độ đạt mức thấp -15 °C (5,0 °F) vào tháng 2 năm 1956 và -17,5 °C (0,5 °F) vào tháng 1 năm 1985. Tuyết rơi khoảng 3 ngày mỗi năm (0,45 mét (18 in) vào năm 1987), từ tháng 11 đến tháng ba.
Vào mùa hè, nhiệt độ tối đa vào khoảng 20 đến 30 °C (68,0 đến 86,0 °F) và nhiệt độ trên 35 °C (95,0 °F) rất hiếm khi đạt được. Trong một số ngày của mùa đông, foehn, một loại gió ấm, có thể làm nhiệt độ tăng lên hơn 20 °C (68,0 °F). Ngay khi gió ngừng thổi, tuyết có thể rơi.
Lượng mưa cao, vào khoảng 1.100 milimét (43 in) mỗi năm (so với 650 milimét (26 in) ở Paris, 900 milimét (35 in) ở Bordeaux và 650 milimét (26 in) ở Toulouse). Ánh nắng mặt trời trung bình khoảng 1850 giờ mỗi năm, hoặc ít hơn một chút so với người hàng xóm Hautes-Pyrénées, Tarbes, nơi có trung bình 1940 giờ nắng mỗi năm. Sương mù không thường xuyên và không kéo dài quá trưa. Việc thiếu gió đặc biệt đặc trưng cho khí hậu của vùng Pau. Gió mạnh rất hiếm, nói chung, gió rất thấp hoặc bằng không.
Khí hậu này đã giúp Pau, vào cuối thế kỷ 19, trở thành một điểm nghỉ dưỡng mùa đông nổi tiếng với giai cấp tư sản Anh, Nga và Brazil. Năm 1842, một bác sĩ người Anh, Alexander Taylor, cho rằng khả năng chữa bệnh 'an thần' của khí hậu Pau.
| Dữ liệu khí hậu của Pau, Pyrénées-Atlantiques (1981–2010) | Dữ liệu khí hậu của Pau, Pyrénées-Atlantiques (1981–2010) | Dữ liệu khí hậu của Pau, Pyrénées-Atlantiques (1981–2010) | Dữ liệu khí hậu của Pau, Pyrénées-Atlantiques (1981–2010) | Dữ liệu khí hậu của Pau, Pyrénées-Atlantiques (1981–2010) | Dữ liệu khí hậu của Pau, Pyrénées-Atlantiques (1981–2010) | Dữ liệu khí hậu của Pau, Pyrénées-Atlantiques (1981–2010) | Dữ liệu khí hậu của Pau, Pyrénées-Atlantiques (1981–2010) | Dữ liệu khí hậu của Pau, Pyrénées-Atlantiques (1981–2010) | Dữ liệu khí hậu của Pau, Pyrénées-Atlantiques (1981–2010) | Dữ liệu khí hậu của Pau, Pyrénées-Atlantiques (1981–2010) | Dữ liệu khí hậu của Pau, Pyrénées-Atlantiques (1981–2010) | Dữ liệu khí hậu của Pau, Pyrénées-Atlantiques (1981–2010) | Dữ liệu khí hậu của Pau, Pyrénées-Atlantiques (1981–2010) |
| Tháng                                                     | 1                                                         | 2                                                         | 3                                                         | 4                                                         | 5                                                         | 6                                                         | 7                                                         | 8                                                         | 9                                                         | 10                                                        | 11                                                        | 12                                                        | Năm                                                       |
| --------------------------------------------------------- | --------------------------------------------------------- | --------------------------------------------------------- | --------------------------------------------------------- | --------------------------------------------------------- | --------------------------------------------------------- | --------------------------------------------------------- | --------------------------------------------------------- | --------------------------------------------------------- | --------------------------------------------------------- | --------------------------------------------------------- | --------------------------------------------------------- | --------------------------------------------------------- | --------------------------------------------------------- |
| Cao kỉ lục °C (°F)                                        | 24.5 (76.1)                                               | 27.8 (82.0)                                               | 31.0 (87.8)                                               | 30.8 (87.4)                                               | 34.1 (93.4)                                               | 38.1 (100.6)                                              | 39.2 (102.6)                                              | 39.9 (103.8)                                              | 36.3 (97.3)                                               | 34.0 (93.2)                                               | 27.1 (80.8)                                               | 27.2 (81.0)                                               | 39.9 (103.8)                                              |
| Trung bình ngày tối đa °C (°F)                            | 11.0 (51.8)                                               | 12.2 (54.0)                                               | 15.2 (59.4)                                               | 16.8 (62.2)                                               | 20.5 (68.9)                                               | 23.6 (74.5)                                               | 25.8 (78.4)                                               | 25.9 (78.6)                                               | 23.8 (74.8)                                               | 19.8 (67.6)                                               | 14.3 (57.7)                                               | 11.6 (52.9)                                               | 18.4 (65.1)                                               |
| Tối thiểu trung bình ngày °C (°F)                         | 2.1 (35.8)                                                | 2.5 (36.5)                                                | 4.8 (40.6)                                                | 6.9 (44.4)                                                | 10.7 (51.3)                                               | 13.8 (56.8)                                               | 15.5 (59.9)                                               | 15.5 (59.9)                                               | 12.6 (54.7)                                               | 9.6 (49.3)                                                | 5.3 (41.5)                                                | 2.7 (36.9)                                                | 8.5 (47.3)                                                |
| Thấp kỉ lục °C (°F)                                       | −14.8 (5.4)                                               | −15.0 (5.0)                                               | −8.9 (16.0)                                               | −6.0 (21.2)                                               | −1.3 (29.7)                                               | 3.6 (38.5)                                                | 1.5 (34.7)                                                | 1.7 (35.1)                                                | −1.0 (30.2)                                               | −4.2 (24.4)                                               | −9.6 (14.7)                                               | −12.6 (9.3)                                               | −15.0 (5.0)                                               |
| Lượng Giáng thủy trung bình mm (inches)                   | 94.4 (3.72)                                               | 83.3 (3.28)                                               | 85.9 (3.38)                                               | 112.4 (4.43)                                              | 98.8 (3.89)                                               | 77.2 (3.04)                                               | 56.7 (2.23)                                               | 67.5 (2.66)                                               | 78.9 (3.11)                                               | 99.7 (3.93)                                               | 116.9 (4.60)                                              | 98.2 (3.87)                                               | 1.069,9 (42.12)                                           |
| Số ngày giáng thủy trung bình                             | 11.5                                                      | 10.3                                                      | 10.4                                                      | 13.1                                                      | 12.8                                                      | 9.7                                                       | 7.9                                                       | 8.3                                                       | 8.5                                                       | 11.1                                                      | 10.9                                                      | 11.0                                                      | 125.4                                                     |
| Độ ẩm tương đối trung bình (%)                            | 83                                                        | 80                                                        | 77                                                        | 78                                                        | 78                                                        | 78                                                        | 78                                                        | 80                                                        | 80                                                        | 83                                                        | 83                                                        | 84                                                        | 80.2                                                      |
| Số giờ nắng trung bình tháng                              | 104.8                                                     | 121.1                                                     | 164.6                                                     | 165.6                                                     | 185.8                                                     | 195.7                                                     | 207.8                                                     | 203.7                                                     | 183.8                                                     | 143.9                                                     | 104.6                                                     | 95.9                                                      | 1.877,2                                                   |
| Nguồn 1: Météo France                                     |                                                           |                                                           |                                                           |                                                           |                                                           |                                                           |                                                           |                                                           |                                                           |                                                           |                                                           |                                                           |                                                           |
| Nguồn 2: Infoclimat.fr (độ ẩm, 1961–1990)                 |                                                           |                                                           |                                                           |                                                           |                                                           |                                                           |                                                           |                                                           |                                                           |                                                           |                                                           |                                                           |                                                           |

## Các thành phố kết nghĩa
- Göttingen, Đức
- Saragossa, Tây Ban Nha
- Mobile, Alabama, Hoa Kỳ
- Pistoia, Ý
- Kōfu, Nhật Bản
- Setúbal, Bồ Đào Nha
- Swansea (Wales), Vương quốc Liên hiệp Anh và Bắc Ireland
- Daloa, Côte d'Ivoire
- Tây An, Trung Quốc

## Những người con của thành phố
- Jeanne III của Navarra, hoàng hậu xứ Navarra
- Charles Denis Bourbaki, tướng quân đội
- Bertrand Cantat, ca sĩ của ban nhạc rock Noir Désir
- Hervé Duclos-Lassalle, vận động viên đua xe đạp
- Henry IV của Pháp (1553-1610)
- Charles XIV Jean de Suède (1763 - 1844).
- Francis Mer, nhà tư bản công nghiệp, chính trị gia